# Pietro Santos
Pietro Pereira de Jesus Santos (Salvador, 18 de junho de 2001) é um voleibolista indoor brasileiro atuante na posição de central, com marca de alcance de 350 cm no ataque e 340 cm no bloqueio,  medalhista de bronze no Campeonato Sul-Americano de Clubes de 2022 no Brasil e de ouro nos Jogos Pan-Americanos Júniorde 2021 na Colômbia e no Mundial de Clubes de 2021 no Brasil.

## Carreira
O interesse pelo voleibol surgiu na escola e  acompanhando seleção pela televisão, e iniciou a treinar com uma bola de futsal e, foi afeiçoando mais e mais, passando a cogitar uma possível carreira profissional, e através de indicação ingressou na Associação Cultural e Esportiva Bahia (ACEB) na Braskem, no Costa Azul, quando conheceu o treinador Alexandre Chastinet, com qual passou a treinar, teve dificuldade no início e até pensou em desistir, e após assistir vídeos no YouTube recobra a vontade de prosseguir, contou com incentivo de seu padrasto Noel, que o acompanhava nos campeonatos, e quando estava na reserva sempre o apoiava, persistindo na adversidades, pois, não dispunha de recurso financeiro para exercícios de academia, fazendo-os  em casa, seguindo os disponíveis na internet, e  seu professor da Escola Municipal de Pituaçu, cedia 10 minutos de sua aula para ajudá-lo nos treinamentos de funcional.
Em 2016 foi registrado como atleta da Associação Atlética da Bahia (AAB/SVM) e ano seguinte transferiu-se para jogar pelo time do Colégio Perfil. Em 2018, com pouco mais de dois anos no esporte, serviu a seleção brasileira na edição do Campeonato Sul-Americano Sub-19 em Sopó, na Colômbia, obtendo a medalha de ouro;já venceu o Campeonato Baiano Juvenil e Infanto, além de ter sido campeão do juvenil sub-21 em Maceió, também foi eleito o jogador revelação em 2016 no infantil e o melhor central da Bahia em 2017.Seu nome esteve com frequência nas convocações da Seleção Baiana de Vôlei, sob o comando de Gidson Soares e Uli Reis, mesmo fora do Estado recebia da Federação Baiana as passagens e em junho de 2018 disputou o Campeonato Brasileiro de Seleções da segunda divisão na categoria Sub-19, sendo vice-campeão, e nas temporadas 2018-19 e 2019-20, esteve vinculado pelo Sada Cruzeiro, competindo na categoria Sub-19.
Na temporada 2019-20 foi também jogador do Lavras Vôlei que disputou a Superliga Brasileira B de 2020 e retornou ao Sada Cruzeiro Vôlei, na equipe adulta, disputou a temporada 2020-21 conquistando os títulos do Campeonato Mineiro e da Copa Brasil e vice-campeão do Troféu Super Vôlei de 2020, além do vice-campeonato da Supercopa Brasileira de 2020.E em 2021, foi convocado pelo técnico Renan Dal Zotto para disputar pela seleção Sub-23 a edição dos Jogos Pan-Americanos Júnior em Cáli conquistando a medalha de ouro e foi eleito o melhor central da edição..
Renovou com o Sada Cruzeiro para 2021-22 sagrou-se campeão do Campeonato Mineiro de 2021 e da Supercopa Brasileira 2021, terceiro colocado na Copa Brasil de 2022,  campeão do Mundial de Clubes de 2021 realizado em Contagem, na mesma sede foi medalhista de ouro no Sul-Americano de Clubes de 2022.Na temporada 2022-23 foi contratado pelo Café Vasconcelos/ Araguari Vôlei e conquistou a medalha de bronze no Campeonato Sul-Americano de Clubes de 2023 realizado em Araguari e foi premiado como melhor ponteiro do campeonato.

## Títulos e resultados
- Superliga Brasileira 2021-22
- Copa Brasil de 2021
- Copa Brasil de 2020
- Supercopa Brasileira de 2021
- Supercopa Brasileira de 2020
- Troféu Super Vôlei de 2020
- Campeonato Mineiro de 2021
- Campeonato Mineiro de 2020

## Premiações individuais
- 1° Melhor Central dos Jogos Pan-Americanos Júnior de 2021
- 1° Melhor Central do Campeonato Sul-Americano de Clubes de 2025
- 1° Melhor Central do Copa América de 2025